# Kościół św. Edmunda w Southampton
Kościół św. Edmunda w Southampton (ang. St Edmund's Church) – rzymskokatolicki kościół w Southampton, w Anglii, wzniesiony w latach 1888-1889, znajdujący się na rogu The Avenue i Rockstone Place.

## Historia
Pierwszym kościołem katolickim zbudowanym w Southampton po reformacji był kościół św. Józefa. W 1867 roku zdecydowano, że ze względu na zwiększającą się ilość wiernych, jest potrzebny drugi kościół. Powstał on jednak dopiero w 1884 roku, przy czym był to tymczasowy budynek z żelaza. Jest on pod wezwaniem św. Edmunda Richa, współpatrona utworzonej dwa lata wcześniej diecezji Portsmouth (do której należało Southampton). Natomiast budowa stałego kościoła rozpoczęła się 21 czerwca 1888 roku. Autorem projektu był J. William Lunn. Nowa świątynia została otwarta w rocznicę urodzin patrona 20 listopada 1889 roku.
W 1918 roku odnowiono prezbiterium, przemalowano wówczas ściany oraz wykonano witraże. W latach 1967–1969 miała miejsce renowacja kościoła. Usunięto wtedy małą iglicę z zachodniej strony budynku, powiększono przedsionek oraz zainstalowano organy z kościoła św. Marka w Portsmouth.
W 1988 roku kościół poważnie ucierpiał w pożarze. Jednak już w 1989 roku został ponownie otwarty po remoncie.

## Architektura i sztuka
Kościół jest trójnawowy. Prezbiterium nieco niższe od nawy głównej jest skierowane na zachód. Front kościoła zdominowany jest przez dużą rozetę.